# Шпиттвиц
Шпи́ттвиц или Спы́тецы (нем. Spittwitz; в.-луж. Spytecy) — деревня в Верхней Лужице, Германия. Входит в состав коммуны Гёда района Баутцен в земле Саксония. Подчиняется административному округу Дрезден.

## География
Соседние населённые пункты: на северо-востоке — деревня Мала-Прага, на востоке — деревня Земихов, на юге — деревня Нове-Спытецы, на юго-западе — деревня Чешкецы, на юго-западе — деревня Червене-Нослицы коммуны Демиц-Тумиц, на западе — деревня Ханецы коммуны Демиц-Тумиц и на северо-западе — деревня Лютыйецы.

## История
Впервые упоминается в 1374 году под наименованием Spetewicz. В средние века деревня принадлежала женскому монастырю Мариенштерн.
До 1974 года была административным центром коммуны Шпиттвиц с населёнными пунктами Нове-Спытецы, Скала и Лютыйецы. С 1974 года входит в современную коммуну Гёда.
В настоящее время деревня входит в состав культурно-территориальной автономии «Лужицкая поселенческая область», на территории которой действуют законодательные акты земель Саксонии и Бранденбурга, содействующие сохранению лужицких языков и культуры лужичан.
Исторические немецкие наименования:
- Spetewicz, 1374
- Spittewicz, 1400
- Spetewitz, 1419
- Spitwitz, 1559
- Spittwitz ,1658

## Население
Официальным языком в населённом пункте, помимо немецкого, является также верхнелужицкий язык.
Согласно статистическому сочинению «Dodawki k statisticy a etnografiji łužickich Serbow» Арношта Муки в 1884 году в Питтшвице вместе с деревней Нойшпиттвиц, входившей в её состав, проживало 305 человек (из них — 277 серболужичан (91 %)).
Лужицкий демограф Арношт Черник в своём сочинении «Die Entwicklung der sorbischen Bevölkerung» указывает, что в 1956 году при общей численности в 502 человека серболужицкое население деревни составляло 9 % (из них верхнелужицким языком активно владело 30 человек, 4 — пассивно и 11 несовершеннолетних владели языком).
| 1834 | 1871 | 1890 | 1910 | 1925 | 1939 | 1946 | 1950 | 1964 | 2011 | 2016 |
| ---- | ---- | ---- | ---- | ---- | ---- | ---- | ---- | ---- | ---- | ---- |
| 244  | 308  | 276  | 250  | 279  | 414  | 504  | 553  | 425  | 120  | 105  |

## Достопримечательности
Памятники культуры и истории земли Саксония
- Мост через реку Шварцвассер, 1714 год (№ 09251409);
- Жилой дом с угловым зданием, ул. Bischofswerdaer Straße 1, 1906 год (№ 09251418);
- Жилой дом с мастерской и пристройкой, ул. Bischofswerdaer Straße 3, 1820 год (№ 09251419);
- Гостевой дом «Rätze-Mühle», ул. Bischofswerdaer Straße 4, 1850 год (№ 09251405);
- Мельница с жилым зданием с пристроенными постройками, угловыми сараями на юге и двумя постройками и ограждением с воротами, колоннами и воротами, ул. Einnahmeweg 2, XVII век (№ 09251407);
- Жилой дом с двором, ул. Einnahmeweg 4, XIX век (№ 09254994);
- Жилой дом с мельницей и хозяйственными постройками, ул. Skalenring 2, 1820 год (№ 09251410);
- Жилой дом, ул. Skalenring 3, 1800 год (№ 09251414);
- Жилой дом, ул. Skalenring 4, 1800 год (№ 09251413);
- Жилой дом, ул. Skalenring 6, 1834 год (№ 09251412);
- Жилой дом, ул. Skalenring 8, 1844 год (№ 09251411);
- Мельница Германа, ул. Skalenring 10, 1844 год (№ 09251408);
- Мельница с пристройкой, дымоходом и боковым зданием, ул. Mühle 4, 1772 год (№ 09251406).